# Sanssac-l’Église
Sanssac-l’Église – miejscowość i gmina we Francji, w regionie Owernia-Rodan-Alpy, w departamencie Górna Loara.
Według danych na rok 1990 gminę zamieszkiwało 837 osób, a gęstość zaludnienia wynosiła 55 osób/km² (wśród 1310 gmin Owernii Sanssac-l’Église plasuje się na 269. miejscu pod względem liczby ludności, natomiast pod względem powierzchni na miejscu 624.).